# Robert Kilpatrick, Baron Kilpatrick of Kincraig
Robert Kilpatrick, Baron Kilpatrick of Kincraig, CBE, FRSE (* 29. Juli 1926 in Fife; † 16. September 2015 in Edinburgh) war ein britischer Pharmakologe (Arzt) und Life Peer.

## Leben und Karriere
Kilpatrick wurde am 29. Juli 1926 geboren und besuchte die Buckhaven High School.
Kilpatrick war nach seinem Medizinstudium von 1951 bis 1954 Registrar in Medicine (einem Assistenzarzt mit Facharztqualifikation vergleichbar).
Von 1955 bis 1956 war er Dozent (Lecturer) an der University of Sheffield.
Von 1966 bis 1975 war er dort Professor der Klinischen Pharmakologie und Therapeutik (siehe Therapie) sowie Dekan (Dean) der medizinischen Fakultät von 1970 bis 1973.
An der University of Leicester war er von 1975 bis 1989 ebenfalls Dekan der medizinischen Fakultät.
Von 1975 bis 1983 war er außerdem Professor und Leiter der Abteilung für Klinische Pharmakologie und Therapeutik und von 1984 bis 1989 Professor für Innere Medizin.
Kilpatrick war von 1989 bis 1995 Präsident des General Medical Council (GMC), in dem er bereits von 1972 bis 1976 und seit 1979 Mitglied war.
Von 1997 bis 1998 war er Präsident der British Medical Association (BMA). An der Sheffield University war er außerdem Vorsitzender (Chairman) der Society of Endocrinology von 1975 bis 1978 und des Advisory Committee on Pesticides von 1975 bis 1987.
In jüngeren Jahren litt er an Tuberkulose und war einer der ersten Patienten, die mit dem Antibiotikum Streptomycin behandelt wurden. Er war Schirmherr (Patron) der Wohltätigkeitsorganisation TB Alert.

## Mitgliedschaft im House of Lords
Kilpatrick wurde am 16. Februar 1996 zum Life Peer als Baron Kilpatrick of Kincraig, of Dysart in the District of Kirkcaldy ernannt. Im House of Lords saß er als Crossbencher. Seine Antrittsrede hielt er am 13. März 1996; seine zweite und letzte Wortmeldung erfolgte am 4. März 1999 zum Health Bill.
Als seine politischen Interessen gab er Gesundheit, Bildung und berufsständische (ärztliche) Selbstverwaltung an.
Die Häufigkeit seiner Anwesenheit im House of Lords war von Beginn an gering ausgeprägt und hielt sich ab der Sitzungsperiode 2001/2002 im geringen einstelligen Bereich. Zuletzt war er an einem einzelnen Tag der Sitzungsperiode 2005/2006 anwesend. Seit dem 25. Juni 2010 war er durch einen vom House of Lords vergebenen Leave of Absence beurlaubt.

## Ehrungen
Kilpatrick war Träger zahlreicher Ehrendoktortitel. 1987 erhielt er den Titel Hon DUniv der University of Edinburgh. 1992 wurde er mit einem Doktor der Rechtswissenschaften (Hon LLD) der University of Dundee geehrt. Die University of Hull und die University of Leicester zeichneten ihn 1994 jeweils mit einem Doctor of Science aus. 1995 wurde er mit der Ehrendoktorwürde Doktor der Rechtswissenschaften (Hon LLD) der University of Sheffield geehrt.
1960 wurde er Mitglied der Physiological Society. 1994 wurde er Honorary Fellow des Royal College of Pathologists. Er wurde 1995 Honorary Fellow des Royal College of Physicians in Dublin. 1996 wurde er Honorary Fellow des Royal College of Surgeons of Edinburgh.
Kilpatrick wurde 1963 Fellow des Royal College of Physicians of Edinburgh und 1975 Fellow des Royal College of Physicians.
Außerdem wurde er 1991 Fellow of the Royal College of Physicians and Surgeons of Glasgow und 1998 Fellow of the Royal Society of Edinburgh.
Er war Commander of the Order of the British Empire.